# Alysicarpus ferrugineus
Alysicarpus ferrugineus är en ärtväxtart som beskrevs av Achille Richard. Alysicarpus ferrugineus ingår i släktet Alysicarpus och familjen ärtväxter. Inga underarter finns listade i Catalogue of Life.